# Bill Maxwell
Bill Maxwell (* in Oklahoma City) ist ein US-amerikanischer Schlagzeuger und Musikproduzent im Bereich des Blues, Fusion und Jazz sowie der Filmmusik.

## Leben
Maxwell hatte mit zwölf Jahren erste professionelle Auftritte als Schlagzeuger; seine Karriere begann beim Blues-Gitarristen Jesse Ed Davis. Er gehörte dann der The Third Avenue Blues Band an, die 1969 ein Album mit T-Bone Burnett produzierten. 1972 zog er mit der Band Andraé Crouch and the Disciples nach Los Angeles. Dort betätigte er sich auch als Produzent, u. a. für The Winans und Andraé Crouch. Außerdem gründete er mit Abraham Laboriel 1980 die Jazz-Formation Koinonia und war musikalischer Direktor von verschiedenen Fernsehshows wie der Jamie Foxx Show, Martin, Living Single, For Your Love oder Amen. Als Begleitmusiker wirkte er bei Aufnahmen von Cassandra Wilson, T-Bone Burnett, Ray Charles, Billy Preston, Quincy Jones, The Crusaders, The Nappy Roots, Freddie Hubbard, Anita Baker und Luther Vandross mit. Als Musikproduzent war er für den Soundtrack von Filmen der Coen-Brüder (Ladykillers) und von John Turturro (Romance & Cigarettes) tätig und war als Musiker an dem Film Walk the Line beteiligt. Gegenwärtig ist Maxwell Mitglied der Band Open Hands mit Abraham Laboriel, Justo Almario und Greg Mathieson.
2007 wurde Bill Maxwell in die Oklahoma Jazz Hall of Fame aufgenommen.